# Московский Николаевский сиротский институт
Московский Николаевский сиротский институт (1837—1917) — женское учебно-воспитательное заведение Ведомства учреждений императрицы Марии в Москве. Основан на базе Московского Воспитательного дома.

## История

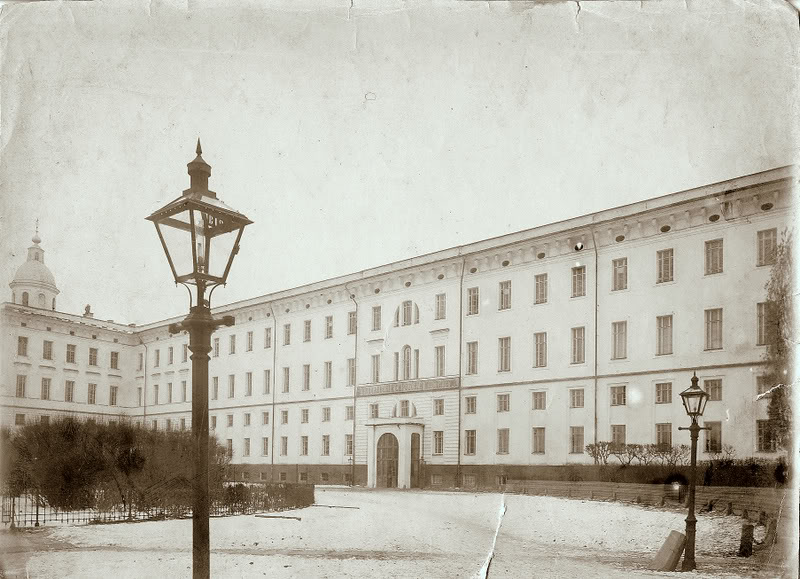
Здание Московского Николаевского сиротского института

В 1837 году, после смерти Марии Фёдоровны, помещения Воспитательного дома были переданы под Николаевский институт для штаб и обер-офицерских сирот, которых оказалось много после холерных эпидемий. Николаевский институт постепенно занял почти все помещения. Воспитательному дому, ставшему с 1837 года «временной станцией для грудных детей», остался лишь 5-й этаж.
В институт принимались сироты и полусироты из семей малообеспеченных младших офицеров, чиновников военной и гражданской служб, а также, лиц, имевших ученые степени, умерших на действительной службе, не выслужив положенных пенсией лет. Воспитанницы и воспитанники получали начальное образование, обучались ремёслам.

### После 1917 года
После Октябрьской революции Николаевский институт был упразднен и переименован во Дворец труда. Его здания занимали профсоюзы, одновременно тут располагались Дом охраны младенца и Институт акушерства, которые в 1922 году были объединены в Институт педиатрии, ставшим впоследствии НИИ педиатрии, находившийся здесь до 1962 года. В 1938-м здесь поселилась Военная академия, затем — Военная академия ракетных войск стратегического назначения имени Петра Великого (Академия РВСН), которой постепенно отошла вся территория.
Главный архитектор Москвы Александр Кузьмин в интервью «Российской газете» (2009) предложил разместить в здании Воспитательного дома Парламентский центр для обеих палат Федерального Собрания РФ: Совета Федерации и Государственной Думы. Эта инициатива развития не получила. После вывода в 2016 году Академии РВСН ансамбль пустует. В феврале 2017 года комплекс передан из федеральной собственности в московскую, охранное обязательство собственника или иного законного владельца ОКН утверждено приказом Департамента культурного наследия. В мае 2017 года Москомархитектура представила концепцию «приспособления» памятника под апартаменты и гостиницу для последующей продажи инвестору. Возражения градозащиты вызвал критичный пункт концепции — возможность светопрозрачного перекрытия западного (исторического) каре. В июле 2017 года ансамбль был выставлен на торги. 29 сентября в главном корпусе произошел пожар, затронувший чердачные помещения. Интерьеры Воспитательного дома долгое время были недоступны для осмотра, почти такими остаются они и сегодня. В октябре 2017 г., по сообщению пресс-службы департамента Москвы по конкурентной политике, конкурс по продаже 33 зданий, в том числе Воспитательного дома, на Москворецкой набережной (11 га между Москворецкой набережной, ул. Солянка и Устьинским проездом) выиграло ООО «Горкапстрой-гарант». В марте 2018 года в Департамент культурного наследия города Москвы поступила заявка на выдачу задания на разработку проектной документации по реставрации ансамбля Воспитательного дома. Летом 2018 года новым владельцем девелоперской компании «Горкапстрой-гарант» стал бывший топ-менеджер «Главстроя» Артур Маркарян.

### Почётные опекуны
- Князь Сергей Михайлович Голицын (1807—1855)
- Князь Александр Петрович Оболенский (1837—1855)
- Князь Николай Иванович Трубецкой (1855—1859)
- Дмитрий Дмитриевич Ахлёстышев (1859—1865)
- Иван Александрович Лобанов-Ростовский (1865—1868)
- Владимир Николаевич Драшусов (1868—1869)[15]
- Александр Карлович Пфель (1869—1878)
- Александр Павлович Дегай (1872—1873)[16] и (1878—1879)[17]
- Василий Андреевич Дашков (1873—1880)
- Борис Александрович Нейдгардт (1879—1880)
- Иван Семёнович Унковский (1880—1886)
- Константин Варфоломеевич Дембский (1912—1917)

### Преподаватели и профессора
В институте вели занятия многие известные профессора, особенно в части музыкального образования.
- Аркадий Алексеевич Альфонский
- Александр Александрович Алябьев
- Павел Ефимович Басистов
- Леонид Петрович Бельский
- Александр Фёдорович Гедике
- Александр Борисович Гольденвейзер
- Фёдор Иванович Егоров
- Степан Иванович Зернов
- Николай Николаевич Кауфман
- Василий Иванович Лебедев
- Иван Дмитриевич Лебедев
- Пётр Павлович Мельгунов
- Генрих Альбертович Пахульский
- Борис Матвеевич Соколов
- Владимир Яковлевич Стоюнин
- Алексей Александрович Толстопятов
- Алексей Павлович Федченко
- Ефим Михайлович Чепурковский

См. также:
- Категория:Преподаватели Московского Николаевского сиротского института
- Категория:Выпускницы Московского Николаевского сиротского института